# Otto Printzsköld
Otto Hack Roland Printzsköld, född 18 oktober 1846 i Kalmar, död 1 mars 1930 i Stockholm, var en svensk landshövding och riksmarskalk.

## Biografi
Otto Printzsköld var son till Carl Roland Printzsköld av adelsätten Printzsköld och Wilhelmina Augusta Fredrika Lembke från Preussen. gifte sig den 13 september 1880 med friherrinnan Ida Ebba Henrietta De Geer af Finspång, född 17 juli 1853, tidigare hovfröken hos drottningen.
Printzsköld, som var filosofie doktor, blev byråchef i Generalpoststyrelsen var landshövding i Södermanlands län mellan 1889 och 1894. Han blev förste hovmarskalk från 1898 samt ledamot av Riddarhusdirektionen. Han var Sveriges riksmarskalk från 1916 till 1930.
Under sin tid som landshövding lät Printzsköld uppföra fastigheten Tomtebo i Sparreholm åt hustrun, som enligt ryktet inte ville bo i stora städer. Byggnaden uppfördes 1887 strax innan utnämningen till landshövding. Tomtebo är idag en privat villa och ligger vid sjön Båven. År 1912 köpte han Krusenhofs herrgård i Kvillinge socken utanför Norrköping. Arkitekten Ivar Tengbom ritade ett nytt corps de logi, som var inflyttningsklart 1914.
Under Printzskölds landshövdingetid fullbordades Norra Södermanlands järnväg. Under denna tid var landshövdingeresidenset beläget i Nyköping, vilket det gör än idag. Med hovet hade han haft personliga relationer; han åtföljde den unge prinsen Oscar på hans stora europeiska resa och drottning Sofia på hennes resa till Rumänien och Turkiet på 80-talet, och när prins Eugen gjorde sin första studieresa till Paris, var det Printzsköld som svarade för konstnärsprinsens trevnad i den franska huvudstaden. Han var också i Köpenhamn 1897 för att vara med vid undertecknandet av äktenskapskontraktet mellan prins Carl och prinsessan Ingeborg.
Printzsköld var flitigt verksam både socialt och politiskt (i tullstriderna deltog han som övertygad protektionist), men var också en duktig finansman vilket påverkade som Nyköping fick dela hans intresse med åtskilliga storföretag, särskilt inom bank- och försäkringsvärlden, där han förde ordförandeklubban och dikterade styrelseprotokoll med överlägsen auktoritet. Makarna Printzsköld är begravda på Kvillinge kyrkogård.

## Utmärkelser

### Svenska utmärkelser
- Riddare och kommendör av Kungl. Maj:ts orden (Serafimerorden), 6 juni 1918.[5]
- Konung Oscar II:s och Drottning Sofias guldbröllopsminnestecken, 1907.[6]
- Konung Oscar II:s jubileumsminnestecken, 1897.[6]
- Kronprins Gustafs och Kronprinsessan Victorias silverbröllopsmedalj, 1906.[6]
- Kommendör med stora korset av Nordstjärneorden, 18 september 1897.[7]
- Kommendör med stora korset av Vasaorden, 6 juni 1916.[8]
- Riddare av första klassen av Vasaorden, 1878.[9]
- Riddare av Carl XIII:s orden, 6 mars 1905.[10]
- Rättsriddare av Johanniterorden i Sverige, 1924 (riddare 1922).[6][11]

### Utländska utmärkelser
- Storkorset av Badiska Berthold I av Zähringens orden, senast 1915.[12]
- Storkorset av Badiska Zähringer Löwenorden, senast 1915.[12]
- Storkorset av Belgiska Leopoldsorden, tidigast 1925 och senast 1928.[13][14]
- Kommendör av Belgiska Leopoldsorden, senast 1915.[12]
- Storkorset av Danska Dannebrogorden, senast 1915.[12]
- Storkorset av Finlands Vita Ros’ orden, 1919.[15]
- Riddare av storkorset av Italienska Sankt Mauritius- och Lazarusorden, senast 1915.[12]
- Riddare av storkorset av Italienska kronorden, senast 1915.[12]
- Storkorset av Luxemburgska Ekkronans orden, senast 1915.[12]
- Storkorset av Nederländska Lejonorden, tidigast 1921 och senast 1925.[6][11]
- Storkorset av Norska Sankt Olavs orden, tidigast 1918 och senast 1921.[6][16]
- Riddare av första klassen av Preussiska Kronorden, senast 1915.[12]
- Storkorset av Rumänska kronorden, senast 1915.[12]
- Riddare av Ryska Vita örnens orden, senast 1915.[12]
- Storkorset av Brittiska Victoriaorden, senast 1915.[12]
- Första klassen Osmanska rikets Meschidie-orden, senast 1915.[12]
- Första klassen av Tunisiska orden Nischan el Iftikhar, senast 1915.[12]
- Riddare av första klassen av Österrikiska Järnkroneorden, senast 1915.[12]
- Storofficer av Franska Hederslegionen, senast 1915.[12]
- Storkommendör av Mecklenburgiska husorden Vendiska kronan, senast 1915.[12]
- Storofficer av Rumänska Stjärnans orden, senast 1915.[12]
- Kommendör av första klassen av Württembergska Fredriksorden, senast 1915.[12]
- Kommendör med kraschan av Österrikiska Frans Josefsorden, senast 1915.[12]
- Riddare av andra klassen av Preussiska Röda örns orden, senast 1915.[12]
- Riddare av tredje klassen av Ryska Sankt Annas orden, senast 1915.[12]
- Riddare av första klassen av Waldeckska Förtjänstorden, senast 1915.[12]